# La noche más larga
La noche más larga és una pel·lícula dramàtica espanyola dirigida el 1991 per José Luis García Sánchez, basada en un guió escrit pel mateix García Sánchez, Carmen Rico Godoy i Manuel Gutiérrez Aragón sobre la base d'un llibre de Pedro J. Ramírez ambientada en les últimes execucions del franquisme. Inicialment havia de titular-se El año que murió Franco però finalment es va titular La noche más larga en referència a una cançó de Luis Eduardo Aute.

## Sinopsi
A començaments de 1990 en un viatge en tren es troben un advocat (Juan) i el fiscal militar Menéndez. Ambdós comencen a recordar la seva participació en les últimes execucions del franquisme. A mitjans de 1975 Gloria es presenta a casa de Juan i li demana que defensi el seu germà Fito, membre del FRAP que ha de ser jutjat en un consell de guerra acusat d'assassinar un sergent de la guàrdia civil. Juan accepta el cas i acompanya Gloria i Fito en tot el judici i posterior condemna.

## Repartiment
- Juan Echanove - Juan
- Carme Conesa - Gloria
- Juan Diego - Menéndez
- Gabino Diego - Fito